# Кашкарово (Зілаїрський район)
Кашка́рово (рос. Кашкарово, башк. Ҡашҡар) — село у складі Зілаїрського району Башкортостану, Росія. Адміністративний центр Кашкаровської сільської ради.
Населення — 416 осіб (2010; 413 в 2002).
Національний склад:
- башкири — 100%